# 金城ありさ
金城 ありさ（きんじょう ありさ、1999年12月8日 - ）は、沖縄県出身のハンドボール選手。日本ハンドボールリーグのソニーセミコンダクタマニュファクチャリング所属。

## 経歴
2022年（2021-22シーズン途中）、日本ハンドボールリーグのソニーセミコンダクタマニュファクチャリングへ加入。

## 詳細情報

### 年度別成績
| 年       | チーム   | 試合 | フィールド 得点 | 率   | 7m    | 合計   | 警告 | 退場 | 失格 |
| -------- | -------- | ---- | --------------- | ---- | ----- | ------ | ---- | ---- | ---- |
| 2021-22  | ソニー   | 4    | 2/6             | .333 | 2/3   | 4/9    | 0    | 0    | 0    |
| 2022-23  | ソニー   | 20   | 47/97           | .485 | 21/25 | 68/122 | 0    | 0    | 0    |
| JHL：2年 | JHL：2年 | 24   | 49/103          | .476 | 23/28 | 72/131 | 0    | 0    | 0    |

### 記録
- フィールドゴール初得点：2022年2月23日、対三重バイオレットアイリス戦（AGF鈴鹿体育館）[2]
- 7mスロー初得点：2022年2月27日、対北國銀行戦（金沢市総合体育館）[2]

### 背番号
- 5 (2021年 - )